# LOSC Lille 2013-2014
Questa voce raccoglie le informazioni riguardanti il LOSC Lille nelle competizioni ufficiali della stagione 2013-2014.

## Stagione
Durante l'estate 2013 il Lilla cambia l'allenatore Rudi Garcia (ingaggiato dalla Roma) per prendere René Girard, che aveva vinto il campionato con il Montpellier nella stagione 2011-2012.
Gli acquisti più onerosi della sessione di calciomercato estiva sono quello di Simon Kjær (2 milioni di euro) e quello di Soualiho Meïté (un milione e mezzo di euro), mentre ci sono diverse cessioni importanti, come quelle di Lucas Digne al PSG per 15 milioni di euro, quella di Florian Thauvin per la medesima cifra e quella di Dimitri Payet per 10 milioni di euro, entrambi andati all'Olympique Marsiglia.
La stagione inizia al meglio, con una vittoria di misura (1-0) sul Lorient. Seguono una sconfitta in casa del Reims, una vittoria contro il Saint-Étienne e un pareggio a reti bianche contro il Rennes. Successivamente il Lilla subisce un'altra sconfitta, stavolta ad opera del Nizza. La squadra reagisce però all'iniziale periodo di alti e bassi mantenendo l'imbattibilità per le successive undici giornate di campionato (con 9 vittorie e 2 pareggi) volando prima al terzo e poi al secondo posto, preceduta solamente dai parigini del PSG. Nonostante il periodo positivo, però, il 29 ottobre gli uomini di Girard vengono subito eliminati dalla Coppa di lega francese dall'Auxerre, venendo sconfitti 0-1.
Nella diciassettesima giornata di campionato I Mastini perdono la partita contro il Bordeaux, venendo sorpassati in classifica dal Monaco.
Il Lilla conclude il girone di andata di Ligue 1 con una vittoria contro il Bastia e un pareggio contro il PSG per 2-2.
Il nuovo anno inizia con una vittoria per 1-3 contro l'Amiens, in un incontro valido per i trentaduesimi di finale di Coppa di Francia. Successivamente Les Dogues perdono due partite di fila in campionato (contro Reims e Saint-Étienne), ma riescono a qualificarsi agli ottavi di finale di Coppa di Francia imponendosi per 0-3 sulla modesta formazione dell'Iris Club de Croix.
Seguono, in campionato, un pareggio, una sconfitta e una vittoria, mentre l'11 febbraio il Lilla vince ai rigori in Coppa di Francia (6-5) contro il Caen, dopo un pareggio per 3-3.
Dopo questo periodo negativo, la squadra si risolleva non venendo mai sconfitta nelle successive tredici partite (7 vittorie e 6 pareggi), nonostante non riesca a effettuare il sorpasso sul Monaco in classifica.
Questa striscia di risultati utili viene interrotta alla penultima giornata dal PSG, quando gli uomini di Laurent Blanc si impongono per 1-3.
Il 27 marzo il Lilla viene eliminato dalla Coppa di Francia ad opera del Rennes, che vince per 2-0, concludendo il suo cammino nella competizione ai quarti di finale.
Nell'ultima giornata di campionato la squadra vince per 1-4 sul Lorient, chiudendo la stagione classificandosi terza in campionato e qualificandosi per l'Europa League 2014-2015.

## Maglie e sponsor
Lo sponsor tecnico per la stagione 2013-2014 è Nike, mentre lo sponsor ufficiale è Partouche.
| Casa | Trasferta | Terza divisa |

## Organigramma societario
Area direttiva
- Presidente: Michel Seydoux

Area tecnica
- Allenatore: René Girard
- Allenatore in seconda: Nicolas Girard
- Collaboratore tecnico: Claude Fichaux e Jean Pierre Mottet
- Preparatore/i atletico/i: Grégory Dupont
- Preparatore dei portieri: Jean-Pierre Mottet

## Rosa
| N. |                           | Ruolo | Calciatore         |
| -- | ------------------------- | ----- | ------------------ |
| 1  | Nigeria (bandiera)        | P     | Vincent Enyeama    |
| 4  | Francia (bandiera)        | C     | Florent Balmont    |
| 5  | Senegal (bandiera)        | C     | Idrissa Gueye      |
| 6  | Francia (bandiera)        | C     | Jonathan Delaplace |
| 7  | Costa Rica (bandiera)     | A     | John Jairo Ruiz    |
| 8  | Costa d'Avorio (bandiera) | A     | Salomon Kalou      |
| 10 | Francia (bandiera)        | C     | Marvin Martin      |
| 11 | Capo Verde (bandiera)     | A     | Ryan Mendes        |
| 12 | Francia (bandiera)        | C     | Soualiho Meïté     |
| 13 | Costa d'Avorio (bandiera) | D     | Adama Soumaoro     |
| 14 | Danimarca (bandiera)      | D     | Simon Kjær         |
| 15 | Francia (bandiera)        | D     | Djibril Sidibé     |

| N. |                           | Ruolo | Calciatore            |
| -- | ------------------------- | ----- | --------------------- |
| 16 | Francia (bandiera)        | P     | Steeve Elana          |
| 18 | Francia (bandiera)        | D     | Franck Béria          |
| 20 | Francia (bandiera)        | A     | Ronny Rodelin         |
| 21 | Francia (bandiera)        | D     | Julian Jeanvier       |
| 22 | Rep. Ceca (bandiera)      | D     | David Rozehnal        |
| 23 | Senegal (bandiera)        | D     | Pape Souaré           |
| 24 | Francia (bandiera)        | C     | Rio Mavuba (capitano) |
| 25 | Montenegro (bandiera)     | D     | Marko Baša            |
| 26 | Francia (bandiera)        | A     | Nolan Roux            |
| 27 | Belgio (bandiera)         | A     | Divock Origi          |
| 30 | Rep. del Congo (bandiera) | P     | Barel Mouko           |

## Calciomercato

### Sessione estiva(dal 01/07 al 01/09)
| Acquisti | Acquisti           | Acquisti                | Acquisti                   |
| R.       | Nome               | da                      | Modalità                   |
| -------- | ------------------ | ----------------------- | -------------------------- |
| P        | Vincent Enyeama    | Maccabi Tel Aviv        | fine prestito              |
| D        | Simon Kjær         | Wolfsburg               | definitivo (2 milioni €)   |
| D        | Julian Jeanvier    | Nancy                   | definitivo (500.000 €)     |
| C        | Florian Thauvin    | Bastia                  | fine prestito              |
| C        | Jonathan Delaplace | Zulte Waregem           | svincolato                 |
| C        | Viktōr Klōnaridīs  | Royal Mouscron Peruwelz | fine prestito              |
| C        | Pape Souaré        | Stade de Reims          | fine prestito              |
| C        | Soualiho Meïté     | Auxerre                 | definitivo (1,5 milioni €) |
| C        | Arnaud Souquet     | Royal Mouscron Peruwelz | fine prestito              |
| A        | Abdoulay Diaby     | Sedan                   | definitivo                 |
| A        | John Jairo Ruiz    | Royal Mouscron Peruwelz | fine prestito              |
| A        | Omar Wade          | USJA Carquefou          | fine prestito              |

| Cessioni | Cessioni          | Cessioni                | Cessioni                  |
| R.       | Nome              | a                       | Modalità                  |
| -------- | ----------------- | ----------------------- | ------------------------- |
| D        | Laurent Bonnart   | Ajaccio                 | svincolato                |
| D        | Lucas Digne       | PSG                     | definitivo (15 milioni €) |
| C        | Julian Michel     | Royal Mouscron Peruwelz | prestito                  |
| C        | Benoît Pedretti   | Ajaccio                 | svincolato                |
| C        | Viktōr Klōnaridīs | Panathīnaïkos           | svincolato                |
| C        | Florian Thauvin   | Olympique Marsiglia     | definitivo (15 milioni €) |
| A        | Omar Wade         | Diambars                | svincolato                |
| A        | Dimitri Payet     | Olympique Marsiglia     | definitivo (10 milioni €) |
| A        | Gianni Bruno      | Bastia                  | prestito                  |
| A        | Abdoulay Diaby    | Royal Mouscron Peruwelz | prestito                  |

## Risultati

### Ligue 1

#### Girone di andata
| Arbitro: | Tony Chapron |

|           |           |  |
| Origi 13’ | Marcatori |  |

| Arbitro: | Mikael Lesage |

|                       |           |          |
| Albæk 7’ Glombard 67’ | Marcatori | 88’ Baša |

| Arbitro: | Clément Turpin |

|           |           |  |
| Kalou 37’ | Marcatori |  |

| Rennes 31 agosto 2013, ore 20:00 4ª giornata | Rennes            | 0 – 0 referto | Lilla | Stade de la Route de Lorient (20.307 spett.)\| Arbitro: \| Nicolas Rainville \| |
| Arbitro:                                     | Nicolas Rainville |               |       |                                                                                 |

| Arbitro: | Sébastien Desiage |

|  |           |                    |
|  | Marcatori | 19’, 45’ Cvitanich |

| Arbitro: | Benoît Millot |

|  |           |               |
|  | Marcatori | 34’, 37’ Roux |

| Arbitro: | Olivier Thual |

|                                         |           |  |
| Kalou 12’ Hansen 32’ (aut.) Rodelin 71’ | Marcatori |  |

| Lione 28 settembre 2013, ore 20:00 8ª giornata | Olympique Lione   | 0 – 0 referto | Lilla | Stade de Gerland (39.717 spett.)\| Arbitro: \| Bartolomeu Varela \| |
| Arbitro:                                       | Bartolomeu Varela |               |       |                                                                     |

| Arbitro: | Stéphane Jochem |

|                                |           |  |
| Souaré 17’ Gueye 57’ Kalou 70’ | Marcatori |  |

| Arbitro: | Benoît Bastien |

|  |           |           |
|  | Marcatori | 4’ Souaré |

| Arbitro: | Alexandre Castro |

|  |           |          |
|  | Marcatori | 41’ Roux |

| Arbitro: | Wilfried Bien |

|               |           |  |
| Roux 27’, 71’ | Marcatori |  |

| Guingamp 9 novembre 2013, ore 20:00 13ª giornata | Guingamp     | 0 – 0 referto | Lilla | Stade de Roudourou (13.231 spett.)\| Arbitro: \| Tony Chapron \| |
| Arbitro:                                         | Tony Chapron |               |       |                                                                  |

| Arbitro: | Philippe Kalt |

|            |           |  |
| Souaré 84’ | Marcatori |  |

| Arbitro: | Bartolomeu Varela |

|  |           |             |
|  | Marcatori | 46’ Rodelin |

| Arbitro: | Laurent Duhamel |

|            |           |  |
| Roux 90+2’ | Marcatori |  |

| Arbitro: | Nicolas Rainville |

|             |           |  |
| N'Guémo 27’ | Marcatori |  |

| Arbitro: | Sébastien Desiage |

|                |           |           |
| Kalou 17’, 22’ | Marcatori | 3’ Genest |

| Arbitro: | Fredy Fautrel |

|                                 |           |                      |
| Ibrahimović 36’ Baša 72’ (aut.) | Marcatori | 44’ Mavuba 53’ Kalou |

#### Girone di ritorno
| Arbitro: | Alexandre Castro |

|                  |           |                           |
| Weber 88’ (aut.) | Marcatori | 73’ Fortes 76’ Krychowiak |

| Arbitro: | Benoît Bastien |

|                         |           |  |
| Brandão 55’ Tabanou 61’ | Marcatori |  |

| Arbitro: | Ruddy Buquet |

|           |           |              |
| Kalou 34’ | Marcatori | 41’ Doucouré |

| Arbitro: | Wilfried Bien |

|              |           |  |
| Bodmer 45+2’ | Marcatori |  |

| Arbitro: | Stéphane Jochem |

|                       |           |  |
| Origi 3’ Mendes 90+3’ | Marcatori |  |

| Arbitro: | Laurent Duhamel |

|                           |           |                        |
| Bérigaud 15’ Mongongu 64’ | Marcatori | 23’ Origi 90+3’ Mendes |

| Villeneuve-d'Ascq 23 febbraio 2014, ore 21:00 26ª giornata | Lilla         | 0 – 0 referto | Olympique Lione | Stade Pierre-Mauroy (43.518 spett.)\| Arbitro: \| Benoît Millot \| |
| Arbitro:                                                   | Benoît Millot |               |                 |                                                                    |

| Arbitro: | Olivier Thual |

|               |           |                     |
| Tallo 2’, 42’ | Marcatori | 26’, 38’, 74’ Kalou |

| Arbitro: | Amaury Delerue |

|                   |           |  |
| Baša 18’ Roux 57’ | Marcatori |  |

| Villeneuve-d'Ascq 15 marzo 2014, ore 16:30 29ª giornata | Lilla         | 0 – 0 referto | Nantes | Stade Pierre-Mauroy (39.328 spett.)\| Arbitro: \| Philippe Kalt \| |
| Arbitro:                                                | Philippe Kalt |               |        |                                                                    |

| Arbitro: | Nicolas Rainville |

|           |           |           |
| Obbadi 4’ | Marcatori | 38’ Origi |

| Arbitro: | Wilfried Bien |

|             |           |  |
| Kalou 90+2’ | Marcatori |  |

| Arbitro: | Fredy Fautrel |

|              |           |                    |
| Aurier 90+3’ | Marcatori | 26’ Roux 42’ Kalou |

| Arbitro: | Saïd Ennjimi |

|           |           |  |
| Origi 70’ | Marcatori |  |

| Marsiglia 20 aprile 2014, ore 21:00 34ª giornata | Olympique Marsiglia | 0 – 0 referto | Lilla | Stade Vélodrome (39.545 spett.)\| Arbitro: \| Tony Chapron \| |
| Arbitro:                                         | Tony Chapron        |               |       |                                                               |

| Arbitro: | Clément Turpin |

|                      |           |            |
| Kalou 23’ Mendes 68’ | Marcatori | 71’ Jussiê |

| Arbitro: | Laurent Duhamel |

|            |           |           |
| Khazri 85’ | Marcatori | 32’ Kalou |

| Arbitro: | Ruddy Buquet |

|               |           |                                      |
| Delaplace 90’ | Marcatori | 41’ Marquinhos 65’ Lucas 82’ Matuidi |

| Arbitro: | Nicolas Rainville |

|               |           |                                         |
| Aliadière 22’ | Marcatori | 32’, 65’ Kalou 52’ Roux 90+2’ Bourillon |

### Coupe de France

#### Fase a eliminazione diretta
| Arbitro: | Benoît Millot |

|             |           |                            |
| Benaries 6’ | Marcatori | 23’, 57’ Kalou 66’ Rodelin |

| Arbitro: | Mikael Lesage |

|  |           |                                      |
|  | Marcatori | 17’ Kjær 57’ Túlio de Melo 89’ Origi |

| Arbitro: | Lionel Jaffredo |

|                                     |                      |                                    |
| Koita 14’, 28’ Rodelin 90+3’ (aut.) | Marcatori            | 33’ Rodelin 77’ Delaplace 82’ Roux |
|                                     | Tiri di rigore 6 – 5 |                                    |

| Arbitro: | Laurent Duhamel |

|                               |           |  |
| Grosicki 34’ Alessandrini 90’ | Marcatori |  |

### Coupe de la Ligue

#### Fase a eliminazione diretta
| Arbitro: | Benoît Millot |

|  |           |                       |
|  | Marcatori | 113’ Sébastien Haller |

## Statistiche
Statistiche aggiornate al 17 maggio 2014.

### Statistiche di squadra
| Competizione      | Punti | In casa | In casa | In casa | In casa | In casa | In casa | In trasferta | In trasferta | In trasferta | In trasferta | In trasferta | In trasferta | Totale | Totale | Totale | Totale | Totale | Totale | DR  |
| Competizione      | Punti | G       | V       | N       | P       | Gf      | Gs      | G            | V            | N            | P            | Gf           | Gs           | G      | V      | N      | P      | Gf     | Gs     | DR  |
| ----------------- | ----- | ------- | ------- | ------- | ------- | ------- | ------- | ------------ | ------------ | ------------ | ------------ | ------------ | ------------ | ------ | ------ | ------ | ------ | ------ | ------ | --- |
| Ligue 1           | 71    | 19      | 13      | 3       | 3       | 25      | 10      | 19           | 7            | 8            | 4            | 21           | 16           | 38     | 20     | 11     | 7      | 46     | 26     | +20 |
| Coupe de France   | -     | 1       | 1       | 0       | 0       | 3       | 3       | 3            | 2            | 0            | 1            | 6            | 3            | 4      | 3      | 0      | 1      | 9      | 6      | +3  |
| Coupe de la Ligue | -     | 1       | 0       | 0       | 1       | 0       | 1       | 0            | 0            | 0            | 0            | 0            | 0            | 1      | 0      | 0      | 1      | 0      | 1      | -1  |
| Totale            | -     | 21      | 14      | 3       | 4       | 28      | 14      | 22           | 9            | 8            | 5            | 27           | 19           | 43     | 23     | 11     | 9      | 55     | 33     | +22 |

### Andamento in campionato
| Giornata  | 1 | 2 | 3 | 4 | 5  | 6 | 7 | 8 | 9 | 10 | 11 | 12 | 13 | 14 | 15 | 16 | 17 | 18 | 19 | 20 | 21 | 22 | 23 | 24 | 25 | 26 | 27 | 28 | 29 | 30 | 31 | 32 | 33 | 34 | 35 | 36 | 37 | 38 |
| --------- | - | - | - | - | -- | - | - | - | - | -- | -- | -- | -- | -- | -- | -- | -- | -- | -- | -- | -- | -- | -- | -- | -- | -- | -- | -- | -- | -- | -- | -- | -- | -- | -- | -- | -- | -- |
| Luogo     | C | T | C | T | C  | T | C | T | C | T  | T  | C  | T  | C  | T  | C  | T  | C  | T  | C  | T  | C  | T  | C  | T  | C  | T  | C  | C  | T  | C  | T  | C  | T  | C  | T  | C  | T  |
| Risultato | V | P | V | N | P  | V | V | N | V | V  | V  | V  | P  | V  | V  | V  | P  | V  | N  | P  | P  | N  | P  | V  | N  | N  | V  | V  | N  | N  | V  | V  | V  | N  | V  | N  | P  | V  |
| Posizione | 7 | 9 | 6 | 8 | 11 | 9 | 4 | 4 | 3 | 3  | 3  | 2  | 2  | 2  | 2  | 2  | 3  | 3  | 3  | 3  | 3  | 3  | 3  | 3  | 3  | 3  | 3  | 3  | 3  | 3  | 3  | 3  | 3  | 3  | 3  | 3  | 3  | 3  |

Fonte:  Ligue 1 – Classifiche, su lfp.fr.
Legenda:

Luogo: C = Casa; T = Trasferta. Risultato: V = Vittoria; N = Pareggio; P = Sconfitta.

### Statistiche dei giocatori
| Giocatore     | Ligue 1  | Ligue 1 | Ligue 1     | Ligue 1    | Coupe de France | Coupe de France | Coupe de France | Coupe de France | Coupe de la Ligue | Coupe de la Ligue | Coupe de la Ligue | Coupe de la Ligue | Totale   | Totale | Totale      | Totale     |
| Giocatore     | Presenze | Reti    | Ammonizioni | Espulsioni | Presenze        | Reti            | Ammonizioni     | Espulsioni      | Presenze          | Reti              | Ammonizioni       | Espulsioni        | Presenze | Reti   | Ammonizioni | Espulsioni |
| ------------- | -------- | ------- | ----------- | ---------- | --------------- | --------------- | --------------- | --------------- | ----------------- | ----------------- | ----------------- | ----------------- | -------- | ------ | ----------- | ---------- |
| F. Balmont    | 35       | 0       | 7           | 1          | 2               | 0               | 0               | 0               | 0                 | 0                 | 0                 | 0                 | 37       | 0      | 7           | 1          |
| M. Baša       | 32       | 2       | 2           | 0          | 3               | 0               | 0               | 0               | 0                 | 0                 | 0                 | 0                 | 35       | 2      | 2           | 0          |
| F. Béria      | 26       | 0       | 7           | 2          | 1               | 0               | 0               | 0               | 0                 | 0                 | 0                 | 0                 | 27       | 0      | 7           | 2          |
| J. Delaplace  | 18       | 1       | 1           | 0          | 4               | 1               | 0               | 0               | 1                 | 0                 | 0                 | 0                 | 23       | 2      | 1           | 0          |
| S. Elana      | 0        | 0       | 0           | 0          | 4               | -6              | 0               | 0               | 1                 | -1                | 0                 | 0                 | 5        | -7     | 0           | 0          |
| V. Enyeama    | 38       | -26     | 1           | 0          | 0               | 0               | 0               | 0               | 0                 | 0                 | 0                 | 0                 | 38       | -26    | 1           | 0          |
| I. Gueye      | 37       | 1       | 6           | 0          | 3               | 0               | 0               | 0               | 1                 | 0                 | 0                 | 0                 | 41       | 1      | 6           | 0          |
| J. Jairo Ruiz | 8        | 0       | 0           | 0          | 2               | 0               | 1               | 0               | 1                 | 0                 | 0                 | 0                 | 11       | 0      | 1           | 0          |
| J. Jeanvier   | 0        | 0       | 0           | 0          | 0               | 0               | 0               | 0               | 0                 | 0                 | 0                 | 0                 | 0        | 0      | 0           | 0          |
| S. Kalou      | 38       | 16      | 1           | 0          | 2               | 2               | 0               | 0               | 0                 | 0                 | 0                 | 0                 | 40       | 18     | 1           | 0          |
| M. Martin     | 20       | 0       | 2           | 1          | 2               | 0               | 0               | 0               | 0                 | 0                 | 0                 | 0                 | 22       | 0      | 2           | 1          |
| R. Mavuba     | 33       | 1       | 4           | 0          | 2               | 0               | 0               | 0               | 1                 | 0                 | 0                 | 0                 | 36       | 1      | 4           | 0          |
| S. Meïté      | 19       | 0       | 2           | 0          | 3               | 0               | 0               | 0               | 1                 | 0                 | 0                 | 0                 | 23       | 0      | 2           | 0          |
| R. Mendes     | 16       | 3       | 0           | 0          | 3               | 0               | 0               | 0               | 0                 | 0                 | 0                 | 0                 | 19       | 3      | 0           | 0          |
| B. Mouko      | 0        | -0      | 0           | 0          | 0               | -0              | 0               | 0               | 0                 | -0                | 0                 | 0                 | 0        | -0     | 0           | 0          |
| D. Origi      | 29       | 5       | 1           | 0          | 4               | 1               | 0               | 0               | 1                 | 0                 | 0                 | 0                 | 34       | 6      | 1           | 0          |
| R. Rodelin    | 30       | 2       | 0           | 0          | 4               | 2               | 0               | 0               | 1                 | 0                 | 0                 | 0                 | 35       | 4      | 0           | 0          |
| N. Roux       | 30       | 9       | 6           | 0          | 2               | 1               | 0               | 0               | 1                 | 0                 | 0                 | 0                 | 33       | 10     | 6           | 0          |
| D. Rozehnal   | 17       | 0       | 0           | 0          | 4               | 0               | 1               | 0               | 1                 | 0                 | 0                 | 0                 | 22       | 0      | 1           | 0          |
| D. Sidibé     | 20       | 0       | 3           | 0          | 3               | 0               | 0               | 0               | 1                 | 0                 | 0                 | 0                 | 24       | 0      | 3           | 0          |
| P. Souaré     | 33       | 3       | 7           | 1          | 2               | 0               | 1               | 0               | 1                 | 0                 | 0                 | 0                 | 36       | 3      | 8           | 1          |
| A. Soumaoro   | 4        | 0       | 0           | 1          | 2               | 0               | 0               | 0               | 1                 | 0                 | 0                 | 0                 | 7        | 0      | 0           | 1          |